# Navaja de Ockham

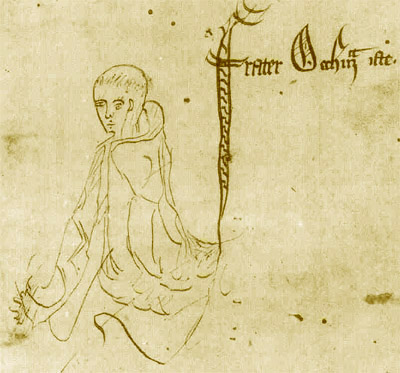
Guillermo de Ockham

La navaja de Ockham (a veces escrito Occam u Ockam), principio de economía o principio de parsimonia (lex parsimoniae) es un principio filosófico y metodológico atribuido al fraile franciscano, filósofo y lógico escolástico Guillermo de Ockham (1285-1347) (aunque investigaciones más profundas sugieren que éste se puede rastrear más atrás, al menos hasta Aristóteles), según el cual «en igualdad de condiciones, la explicación más simple suele ser la más probable». Esto implica que, cuando dos teorías en igualdad de condiciones tienen las mismas consecuencias, la teoría más simple tiene más probabilidades de ser correcta que la compleja.
En ciencia, este principio se utiliza como una regla general para guiar a los científicos en el desarrollo de modelos teóricos.  En el método científico, la navaja de Ockham no se considera un principio irrefutable y ciertamente no es un resultado científico. «La explicación más simple y suficiente es la más probable, mas no necesariamente la verdadera», según el principio de Ockham. En ciertas ocasiones, la opción compleja puede ser la correcta. Su sentido es que en condiciones idénticas se prefieran las teorías más simples. Otra cuestión diferente serán las evidencias que apoyen la teoría. Así pues, de acuerdo con este principio, no debería preferirse una teoría simple pero con pocas evidencias sobre una teoría compleja pero con mayores pruebas.
Lo que ha de tenerse en cuenta para medir la simplicidad, sin embargo, es una cuestión ambigua. Quizás la propuesta más conocida sea la que sugirió el mismo Ockham: cuando dos teorías tienen las mismas consecuencias, debe preferirse la teoría que postule la menor cantidad de (tipos de) entidades. Otra manera de medir la simplicidad, sin embargo, podría ser por el número de axiomas de la teoría.
La navaja de Ockham se aplica en casos prácticos y específicos, englobándose dentro de los principios fundamentales de la filosofía de la escuela nominalista que opera sobre conceptos individualizados y casos empíricos.

## El principio

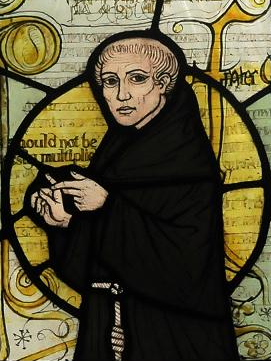
Guillermo de Ockham de un vitral de un templo en Surrey

El principio es atribuido al fraile franciscano inglés del siglo XIV Guillermo de Ockham y es fundamental para el reduccionismo metodológico. Este principio ya formaba parte de la filosofía medieval aunque fue Ockham quien lo utilizó de forma sistemática. Sin embargo, no solamente es un principio metodológico sino que, además, tiene características gnoseológicas y ontológicas.
| Pluralitas non est ponenda sine necessitate (La pluralidad no se debe postular sin necesidad). |

En su forma más simple, el principio de Ockham indica que las explicaciones nunca deben multiplicar las causas sin necesidad.
| Cuando se ofrecen dos o más explicaciones de un fenómeno, es preferible la explicación completa más simple; es decir, no deben multiplicarse las entidades sin necesidad. |

Esta regla ha tenido una importancia capital en el desarrollo posterior de la ciencia.
Algunos postulados que se desarrollan por este principio son:
- En igualdad de condiciones, normalmente la explicación más simple es la mejor. 
- No hay que postular la existencia de entidades innecesarias para la explicación.
- Siempre tenemos que intentar explicar lo desconocido en términos de lo conocido.

## Origen del término
La denominación de navaja de Ockham apareció en el siglo XVII, y con ella se expresaba que mediante ese principio, Ockham «afeitaba como una navaja las barbas de Platón», ya que de su aplicación se obtenía una notable simplicidad ontológica, por contraposición a la filosofía platónica que «llenaba» su ontología de entidades (además de los entes físicos, Platón admitía los entes matemáticos y las ideas). Desde una perspectiva ontológica, pues, la aplicación de este principio permitió a Ockham eliminar muchas entidades, a las que declaró innecesarias. De esta manera se enfrentó a muchas tesis sustentadas por la escolástica y, en especial, rechazó la existencia de las especies sensibles o inteligibles como intermediarias en el proceso del conocimiento, y rechazó también el principio de individuación, al que calificó de especulación vacía e innecesaria.

## El principio en las distintas disciplinas

### En economía
En economía, el argumento de la navaja de Ockham se utiliza en la teoría microeconómica del comportamiento del consumidor. Al no ser necesaria la utilidad cardinal, sino solo la ordinal para explicar su comportamiento, se escoge esta última, por ser la explicación más sencilla de las dos.

### En lingüística
En lingüística, el argumento de la navaja de Ockham fue utilizado para revisar la adecuación explicativa (problema de adquisición del lenguaje) del modelo de Aspectos de una teoría de la sintaxis de la gramática generativa de Noam Chomsky. Siguiendo su postulado, la teoría pasó de sostener la adquisición del lenguaje por medio de un gran número de reglas complejas a explicarlo por la existencia de unos pocos principios parametrizables (principios y parámetros, programa minimalista).

### En teología
En teología, Ockham afirmó que no es necesario postular más entes de los necesarios: «[...] en teología, no postular más que aquellos que exija el dogma; en filosofía (metafísica), aquellos que la razón necesite».

### En biología
Algunos creacionistas sostienen que la navaja de Ockham puede ser usada para defender la hipótesis del creacionismo frente a la evolución. Después de todo, suponer que un Dios lo haya creado todo es aparentemente más simple que la teoría de la evolución.
Sin embargo, defensores de la teoría de la evolución de Darwin afirman que el sencillo algoritmo evolutivo —la selección natural— se basta por sí solo para explicar la evolución sin necesidad de multiplicar las causas, argumentan que la navaja de Ockham sirve para hacer innecesarios los llamados «ganchos celestiales», es decir, las explicaciones extranaturales de los fenómenos naturales. De este modo, rechazan situar a la entidad más compleja de todas (un Dios omnipotente) en el origen de toda vida en el universo (o en el origen del propio universo); al contrario, se busca el principio más simple capaz de generar complejidad, que aunque en un primer momento siguiendo el criterio de Ockham es el que deberíamos preferir para explicar el fenómeno, no por ello inmediatamente comprueba su mayor probabilidad ni su veracidad; tal como se describe más abajo.
El zoólogo británico Richard Dawkins plantea por ejemplo que si el universo fue creado por un dios, el origen de ese dios debería asimismo ser explicado. Siendo que una entidad capaz de crear un universo como el nuestro debe ser "infinitamente más compleja que el propio universo", por tanto explicar su origen será infinitamente más complejo que explicar el origen del universo sin su intervención, violándose de este modo el principio de parsimonia, al suplantar una incógnita (origen del universo) por otra incógnita de una complejidad infinitamente mayor (origen de Dios), aunque claro está que dicha incógnita solo puede correrse válidamente en un campo meramente materialista e implicaría colocarla en una serie de restricciones, lo cual la vuelve contradictoria desde su base.

### En estadística
El principio de parsimonia tiene aplicaciones de importancia en el análisis exploratorio de modelos de regresión lineal múltiple. De un conjunto de variables explicativas que forman parte del modelo a estudiar, debe seleccionarse la combinación más reducida y simple posible, teniendo en cuenta la varianza residual, la capacidad de predicción y la multicolinealidad.

### En música
Una de las aportaciones musicológicas del libro On Musical Self-Similarity (2011) de Gabriel Pareyón, es el desarrollo de una teoría que opera en el sentido, no de una navaja, sino de una Anti-navaja de Ockham (véase este concepto más abajo). El resumen de esta formulación aparece del siguiente modo, donde la necesidad lógica tiene más bien un sentido de coordinación: «La contradicción entre economía y repetición en música es aparente: la música repite lo que es necesario repetir, a fin de crear tensión adecuada entre preferencia y gramática, como coordinación del proceso musical» (On Musical Self-Similarity, 2011:477).

### En medicina
Se trata de un procedimiento heurístico, que podría denominarse «heurística de la simplicidad», que señala que los médicos deben utilizar la manera más sencilla posible de explicar en forma correcta los síntomas o signos del paciente y lograr así un razonamiento clínico bajo las bases de la heurística (Harrison's Principles of Internal Medicine).

### En informática
La aplicación de la teoría en las ciencias informáticas es motivo de debates. Ante la creciente complejidad de los equipos y los sistemas de la informática, se ha desarrollado el llamado principio KISS, sobre todo en relación con el diseño de Internet, donde se ha formulado como Principio de Simplicidad. A veces, también se traduce como «Keep It Short and Simple» o «Manténlo corto y simple».

## Controversia sobre la parsimonia de la navaja
La navaja de Ockham no implica la negación de la existencia de ningún tipo de entidad, ni siquiera es una recomendación de que la teoría más simple sea la más válida. Su sentido es que a igualdad de condiciones, sean preferidas las teorías más simples. Otra cuestión diferente serán las evidencias que apoyen la teoría. Así pues, de acuerdo con este principio, no debe preferirse una teoría simple pero incorrecta sobre una teoría compleja pero correcta.
Sin embargo, para el filósofo Paul Newall, el punto principal que hace que la navaja de Ockham sea de poca ayuda, si no explícitamente entorpecedora y dañina, es que es imposible establecer a priori las consecuencias de añadir entidades adicionales. Puesto que la ciencia nunca finaliza, siempre estamos en la posición «antes» y nunca llegamos a la posición «después», que según Niels Bohr era el único momento en el que se podría introducir la navaja de Ockham, lo cual, obviamente, ya no es de ninguna ayuda para juzgar de antemano una teoría.

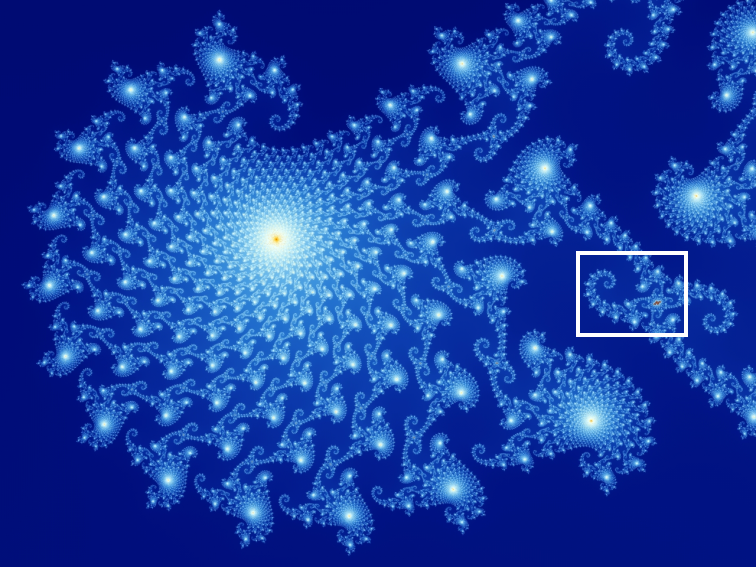
Espiral fractal. ¿Qué nos hace pensar que en nuestra escala el universo parezca simple y ordenado, en lugar de realmente ser complejo y caótico en otra escala, macroscópica o microscópica?.

Porque, ¿qué nos hace pensar que el universo es simple y ordenado, en lugar de complejo y caótico? ¿Y si el universo y la realidad misma tuvieran una estructura fractal?
Preferir una teoría que explique los datos en función del menor número de causas no parece sensato. ¿Existe algún tipo de razón objetiva para pensar que una teoría así tiene más probabilidades de ser cierta que una teoría menos simple? Aún hoy en día, los filósofos de la ciencia no se ponen de acuerdo en darle una respuesta a esta pregunta.
Su forma moderna es la medida de complejidad de Kolmogórov. No existe una medida simple de simplicidad. Dadas tres explicaciones, no podemos estar seguros de cuál es la más simple. No es posible aplicar las matemáticas para determinar la validez de un juicio. Se vuelve al juicio subjetivo y relativo.
Por ejemplo, la física clásica es más simple que las teorías posteriores. Matemáticamente, la física clásica es aquella en cuyas ecuaciones no aparece la constante de Planck. Un paradigma actual principal de la física es que las leyes fundamentales de la naturaleza son las leyes de la física cuántica y la teoría clásica es la aplicación de las leyes cuánticas al mundo macroscópico. Aunque en la actualidad esta teoría es más asumida que probada, uno de los campos de investigación más activos es la correspondencia clásica-cuántica. Este campo de la investigación se centra en descubrir cómo las leyes de la física cuántica producen física clásica dependiendo de que la escala sea al nivel microscópico, mesoscópico o macroscópico de la realidad.
Sin embargo, lo que aduce la navaja de Ockham es que la física clásica no se debería preferir a teorías posteriores y más complejas, como la mecánica cuántica, puesto que se ha demostrado que la física clásica está equivocada en algunos aspectos. El primer requerimiento para una teoría es que funcione, que sus predicciones sean correctas y que no haya sido falsada. La navaja de Ockham se utiliza para distinguir entre teorías que se supone que ya han pasado estas pruebas y aquellas que se encuentran igualmente soportadas por las evidencias.
Otro controvertido aspecto de la navaja de Ockham es que una teoría puede volverse más compleja en lo relativo a su estructura (o sintaxis), mientras que su ontología (o semántica) se va haciendo más simple, o viceversa. Un ejemplo habitual de esto es la teoría de la Relatividad.
Galileo Galilei criticó duramente el mal uso de la navaja de Ockham en su Diálogos sobre los dos máximos sistemas del mundo, ptolemáico y copernicano. La navaja de Ockham viene representada por el diálogo de Simplicio, un mediocre defensor de la física aristotélica, un personaje con el que quizás Galileo estuviera representando al papa Urbano VIII. El punto clave sobre el que ironizó Galileo fue que si realmente se quisiera comenzar desde un número pequeño de entidades, siempre se podrían considerar las letras del abecedario como entidades fundamentales, puesto que con toda certeza se podría construir todo el conocimiento humano a partir de ellas.

## Anti navajas de Ockham

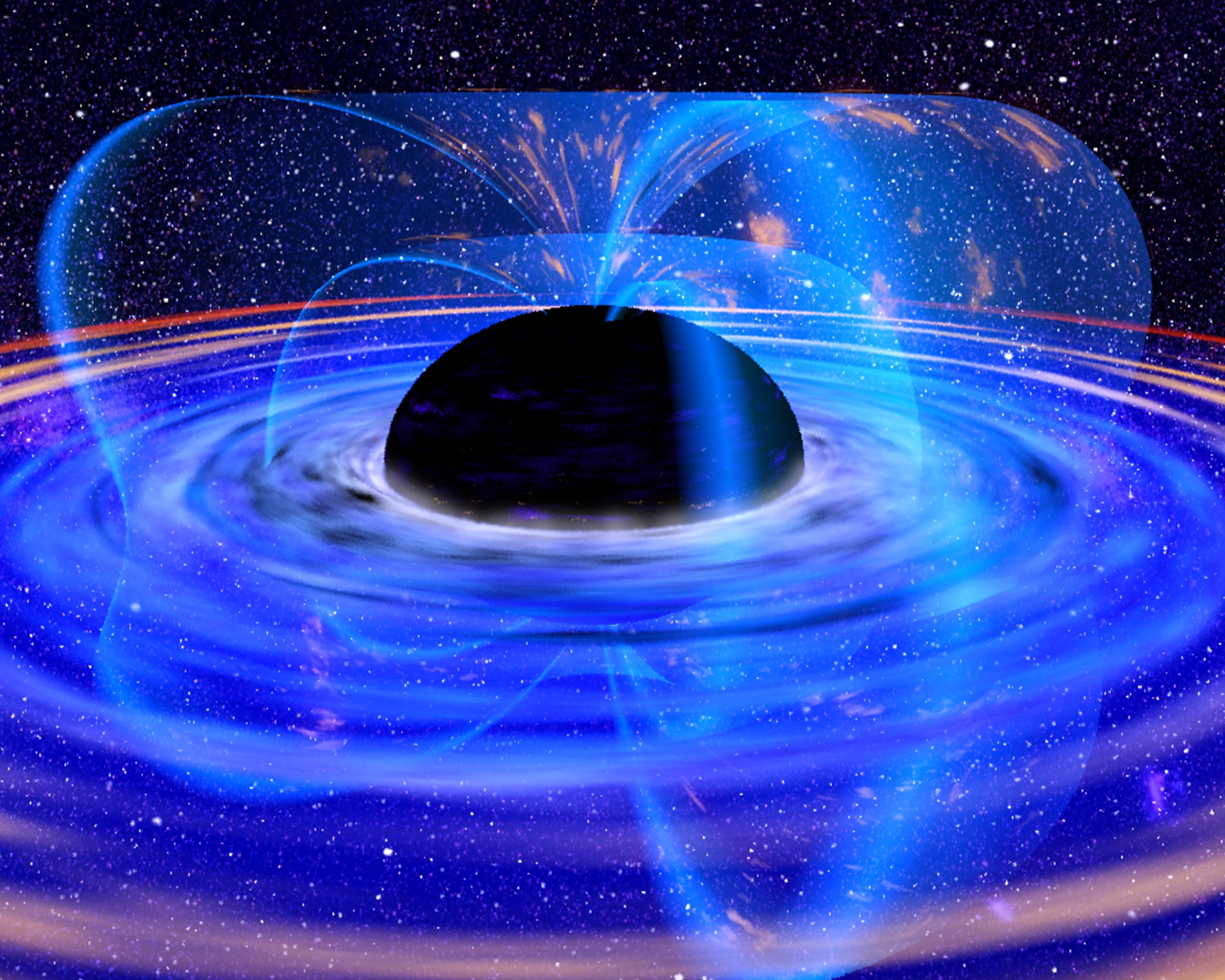
Visión de un artista de un agujero negro con disco de acreción.

La navaja de Ockham se ha encontrado con multitud de oposiciones por parte de quienes la han considerado demasiado extrema o imprudente.
El teólogo inglés Walter Chatton (1290-1343), contemporáneo de Guillermo de Ockham, cuestionó la navaja de Ockham y el uso que este hizo de ella. Como respuesta, aportó su propia antinavaja: «Si tres cosas no son suficientes para verificar una proposición afirmativa sobre las cosas, una cuarta debe ser añadida, y así sucesivamente».
Otros filósofos que también crearon antinavajas fueron Gottfried Leibniz (1646-1716), Immanuel Kant (1724–1804), y Carl Menger (1902-1985). La versión de la antinavaja de Leibniz tomó su forma en el principio de plenitud, que establece que «todo lo que sea posible que ocurra, ocurrirá».
Leibniz argumentaba que la existencia del «mejor de todos los mundos posibles» confirmaría genuinamente cada posibilidad, y postuló en su Teodicea que este «mejor de todos los mundos posibles» contendría todas las posibilidades, sin que nuestra experiencia finita pudiera cuestionar racionalmente acerca de la perfección de la naturaleza.
Este mismo principio de plenitud se encuentra presente en el concepto de multiverso, en la teoría de los universos múltiples o "muchos mundos" del físico estadounidense Hugh Everett, teorías consideradas como científicas. El reciente descubrimiento de la energía oscura, una suerte de quintaesencia que se podría atribuir al movimiento dinámico de un campo escalar, les ha permitido a los físicos Lauris Baum y Paul Frampton, autor este en 1974 del primer libro sobre teoría de cuerdas, formular la existencia de una nueva entidad —contrariamente a lo que la navaja de Ockham argumentaría—, la energía fantasma, la cual daría lugar a un modelo cíclico del universo en el que la entropía del universo decrecería hasta cero, un modelo ya sugerido por Albert Einstein, que explicaría por qué el valor de la constante cosmológica es varios órdenes de magnitud inferior al que predice la teoría del Big Bang, inventada por el sacerdote católico Georges Lemaître, pese a ser la comúnmente consensuada por la comunidad científica. Recientemente, algunos científicos han cuestionado incluso una de las asunciones principales de la Física, el supuesto de que las constantes universales sean realmente constantes y sus implicaciones.
En el año 2009 se lanzó el satélite Planck, que podría permitir dilucidar qué teoría es más adecuada.
Para el filósofo David Kellogg Lewis (1941-2001), considerado uno de los filósofos analíticos más importantes del siglo XX y proponente del realismo modal, existe un número infinito de mundos causalmente aislados y el nuestro es tan solo uno de ellos. Para Lewis, la navaja de Ockham, aplicada a objetos abstractos como conjuntos, es, o bien dudosa por principio o simplemente falsa.
Immanuel Kant (1724-1804) también sintió la necesidad de moderar los efectos de la navaja de Ockham, creando así su propia antinavaja en su Crítica de la razón pura: «La variedad de seres no debería ser neciamente disminuida». (1781)
Karl Menger (1902-1985) encontró a los matemáticos demasiado parsimoniosos en lo que respecta a las variables, de modo que formuló su law against miserliness (‘ley contra la tacañería’) que tomó estas dos formas: «1.ª—Las entidades no deben ser reducidas hasta el punto de inadecuación. 2.ª—Es vano hacer con menos lo que requiere más» (1962).
Incluso Albert Einstein también aportó su propia anti navaja de Ockham: «A duras penas se puede negar que el objetivo supremo de toda teoría es convertir los elementos básicos en simples y tan pocos como sea posible, pero sin tener que rendirse a la adecuada representación de un solo dato de la experiencia. Simple, pero no más simple» (1934).